# Český rozhlas Střední Čechy
Český rozhlas Střední Čechy (v letech 2002–2015 Český rozhlas Region, Středočeský kraj, 2015–2024 Český rozhlas Region) je regionální rozhlasová stanice Českého rozhlasu, sídlící v Praze v Národním domě v Karlíně a vysílající pro Prahu a Středočeský kraj. Vznikla v roce 1963, byla zrušena roku 1990 a obnovena v roce 2002. Ředitelem stanice je Petr Sznapka.
Vlastní program stanice vysílá denně od 5.00 do 19.00 hodin, večer a v noci šíří společný program regionálních stanic Českého rozhlasu, který také vytváří, včetně některých celoplošných pořadů, vysílaných regionálními stanicemi přes den. Jedná se například o pořady Xaver a host, Slavné dvojice, Domácí štěstí, Humoriáda, Hvězdné návraty, Pochoutky nebo Country dostavník. Na stanici Český rozhlas Střední Čechy působí Luboš Xaver Veselý, Kateřina Cajthamlová, Iva Hüttnerová, Naďa Konvalinková, Pavel Vítek či Alexandra Mynářová, z ČRo Dvojka sem přišli například Stanislava Dufková, Josef Zíma, Pavlína Filipovská nebo Miroslav Černý.

## Historie
Krajské vysílání pro Středočeský kraj bylo z Prahy zahájeno 1. dubna 1963. Stanice fungovala až do roku 1990, kdy byla sloučena s pražským studiem, které následně získalo název Regina. Dne 5. března 2001 zahájila Regina samostatné vysílání pro střední Čechy, samostatná středočeská stanice s názvem ČRo Region, Středočeský kraj začala fungovat 21. října 2002. V roce 2015 byl název stanice zkrácen na ČRo Region. V květnu 2024 schválila Rada Českého rozhlasu změnu názvu stanice na Český rozhlas Střední Čechy, a to s účinností od 1. července 2024.

## Distribuce signálu
Český rozhlas Střední Čechy vysílá analogově na velmi krátkých vlnách a digitálně na platformách DAB+ (v multiplexu ČRo DAB+), DVB-S2 a na internetu.
| Město          | Frekvence                        |
| -------------- | -------------------------------- |
| Praha (Cukrák) | 100,7 FM (Praha a většina kraje) |
| Benešov        | 99,0 FM                          |
| Příbram        | 100,0 FM                         |
| Mladá Boleslav | 100,3 FM                         |
| Rakovník       | 100,4 FM                         |
| Kutná Hora     | 100,5 FM                         |
| Kladno         | 100,5 FM                         |
| celé Čechy     | 12C DAB+                         |